# Порумбеній
Порумбеній (рум. Porumbenii) — село у повіті Бистриця-Несеуд в Румунії. Входить до складу комуни Сілівашу-де-Кимпіє.
Село розташоване на відстані 293 км на північний захід від Бухареста, 43 км на південь від Бистриці, 54 км на схід від Клуж-Напоки.

## Населення
За даними перепису населення 2002 року у селі проживали 13 осіб, усі — румуни. Усі жителі села рідною мовою назвали румунську.